# Komorenflughund

Verbreitungsgebiet des Komorenflughunds

Der Komorenflughund (Pteropus livingstonii) ist eine Art aus der Gattung der Eigentlichen Flughunde in der Familie der Flughunde. Er kommt nur auf den Inseln Anjouan und Mohéli vor in der Union der Komoren im westlichen Indischen Ozean.
Der Komorenflughund ist die größte und seltenste Flughundart der Komoren. Sein bevorzugtes Habitat ist Bergwald in Höhen über 200 m auf Mohéli und oberhalb von 500 m auf Anjouan. Zerstörung dieses Lebensraumes ist die Hauptbedrohung für die Population. 2003 wurden nur etwa 1.200 Individuen gezählt.
Der Schwarzbart-Flughund (Pteropus melanopogon) gilt als nächstverwandte Art, aber Experten sind sich uneinig darüber, ob beide Arten zu einer gemeinsamen Sammelart (species group) gehören. Keine Unterart wurden bisher anerkannt.

## Merkmale
Komorenflughunde sind insgesamt schwarz gefärbt, mit verstreuten goldenen oder gelbbraunen Haare über Rumpf, Bauch und Flanken. Die Verteilung dieser helleren Haare variiert bei den einzelnen Individuen. Einige haben auch ein schmales Band goldener Haare auf dem Rücken oder goldene Flecken auf den Schultern, während andere komplett schwarz sind. Die Schwingen sind schwarz und haarlos, wie auch Beine, Schnauze und die großen, abgerundeten Ohren.
Besonders kennzeichnende Merkmale sind die abgerundeten Ohren, die Fellfarbe und die großen, orangen oder roten Augen, die auf den gut ausgebildeten Sehsinn des Tieres deuten. Die Komorenflughunde erreichen ein Gewicht von 500–800 g. Sie erreichen eine Körperlänge von ca. 30 cm und eine Spannweite von bis zu 1,4 m. Es gibt keinen Sexualdimorphismus.
Die Flughunde haben einen relativ langsamen, flatternden Flug und kreisen oft beim Versuch Höhe zu gewinnen, aber, anders als nachtaktive Fledertiere, können sie thermische Winde Nutzen. Ihre Schwingen haben eine Streckung (aspect ratio) von 6.52 und eine Flächenbelastung (wing loading) von 25,8 N/m². Der Wendekreis wird auf 11,3 m geschätzt.

## Verbreitung und Lebensraum
Der Komorenflughund kommt nur auf den Komoren-Inseln Anjouan und Mohéli vor. Er bewohnt Bergwald über 200 m Höhe auf Moheli und über 500 m auf Anjouan. Alle derzeitigen Kolonien der Flughunde sind auf eine schmale Zone in mittlerer Höhe beschränkt und sind aufs engste mit dem Vorkommen von einheimischen und endemischen Baumarten beschränkt. Die größten Kolonien befinden sich in dichten Baumkronen im Primärwald. Dabei zeigen die Flughunde ein Vorliebe für die Baumarten Nuxia pseudodentata und Gambeya spp. und für Waldgebiete an steilen Hängen in der Nähe von Tälern, wo dauerhafte Wasserläufe vorhanden sind, sowie eine Ausrichtung nach Südosten und in Senken um Schutz vor Wind und Mittagssonne zu gewährleisten. Nur 15 Kolonien gibt es derzeit in Anjouan und sechs in Moheli.

## Verhalten
In Gefangenschaft kann in einer Kolonie ein dominantes Männchen mit bis zu acht brütenden Weibchen vergesellschaftet werden.
Die Flughunde sind sowohl tag- als auch nachtaktiv, hauptsächlich nachtaktiv. Die stärkste Aktivität wurde zwischen 10 p.m. und 2 a.m. beobachtet. Sie fliegen gewöhnlich schon einige Stunden vor Sonnenuntergang zu einer Futterstelle, wobei sie die heiße Thermik am Tage nutzen. Dann hängen sie sich an die Bäume, bevor sie nach Einbruch der Nacht fressen.
Sie suchen vornehmlich in den oberen Baumkrone nach Futter, während die beiden anderen Flughundarten der Komoren, der Seychellenflughund (Pteropus seychellensis, Seychelles fruit bat) und der Komoren-Höhlenflughund (Rousettus obliviosus, Comoro rousette), die mittleren und unteren Baumkronen bevorzugen.
Die Nahrung der Komorenflughunde besteht aus Früchten, Pollen, Nektar, Samen und Blättern. Man hat in Gefangenschaft auch beobachtet, dass sie Nachtfalter jagen und verzehren.
Sie vertreiben Eindringlinge in ihre Futterplätze mit schnatternden Geräuschen und Flügelschlagen. Manchmal auch durch Jagen, Kratzen und Beißen. Wenn sie alarmiert sind, machen sie quiekende Geräusche oder Serien von tiefen „gackernden“ Lauten.
Nach der Paarung sondern sich die trächtigen Weibchen in bestimmte Wochenstuben ab und ziehen ihre Jungen dort bis zur Selbstständigwerdung auf. Sie gebären ein einzelnes Junges, gewöhnlich Anfang September. Die Jungen werden mit vollem Fell und mit offenen Augen geboren; mit ihren großen Füßen klammern sie sich direkt nach der Geburt an ihre Mutter. Sie beginnen im Alter von 2,5–5 Monaten umherzuschweifen und Männchen begründen im Alter von 6 Monaten eigene Territorien.

## Schutz
Der Komorenflughund ist im Appendix I des Washingtoner Artenschutzübereinkommens gelistet.
Gefahren drohen den Tieren durch Stürme, Bejagung und Habitatverlust.
1995 erarbeitete die IUCN einen Aktionsplan für die Art mit Forschungs-, lokalen Bildungsprogrammen und Training zur Bestands-Überwachung (bat monitoring). Eine Nichtregierungsorganisation Action Comoros setzte den Aktionsplan um. Action Comoros entwickelte ein Umwelt-Erziehungs-Programm mit dem Hauptziel Bewusstsein zu schaffen, Ressourcen zu entwickeln, Multiplikatoren auszubilden, Wissen zu vermitteln und Stolz zu entwickeln und die Einheimischen einzubeziehen. Diese Pläne sind wichtig in den kurzfristigen Vorteilen der Schutzmaßnahmen und bilden die Grundlage für längerfristige Schutzprogramme.
Ein Zuchtprogramm in Gefangenschaft wurde vom Durrell Wildlife Conservation Trust 1992 eingerichtet. Viele Anstrengungen wurden bereits unternommen, aber mit dem Bevölkerungswachstum in den Komoren schreitet auch die Entwaldung voran. Der Durrell Wildlife Conservation Trust stellte fest: „Wenn das natürliche Habitat der Flughunde nicht geschützt wird, könnte diese wunderbare Art innerhalb von 10 Jahren ausgerottet sein.“ („If the bats’ natural habitat is not protected, this amazing species could be extinct within 10 years.“) Das Zuchtprogramm wird mittlerweile auch in anderen Einrichtungen, wie dem Bristol Zoo weitergeführt. Dort sind zwischen 1999 und 2013 30 Junge auf die Welt gekommen. Von den 30 Jungen überlebten immerhin 23.
Bristol Zoo und Durrell Wildlife Conservation Trust tauschen regelmäßig männliche Tiere aus um die genetische Vielfalt zu erhalten und eine Inzuchtdepression zu vermeiden. Männliche Flughunde, die nicht zur Zucht benötigt werden, wurden an den Chester Zoo und den Zoo Zürich abgegeben.
Aufgrund seines gefährdeten Status wurde die Art von der Alliance for Zero Extinction als Art in Gefahr des baldigen Aussterbens markiert.